# Nicot
Nicot（にこっと）とは、西武鉄道が2010年（平成23年）より推進している「SEIBUの子育て応援プロジェクト」の一環として駅施設の付近（駅ナカ、駅チカ）に展開する認可保育所。施設運営及び管理は、他業者に委託している。
Nicotの名称は、西武グループのスローガンである「でかける人を、ほほえむ人へ。」を本に「ほほえみ」をイメージし、こども達が笑顔で健やかに育ってほしいという思いが込められている。また、5つの頭文字「Near」（近い）、「Interesting」（おもしろい・興味がある）、「Convenience」（便利）、「Original」（独自の）、「Together」（共に）にも由来する。

## 施設概要

### Nicot東久留米
- 開設年月日：2010年6月1日
- 委託先業者：株式会社こどもの森
- 最寄駅：西武池袋線東久留米駅（Emio東久留米内）
- 定員：60名

### Nicot富士見台
- 開設年月日：2012年4月1日
- 委託先業者：株式会社ポピンズ
- 最寄駅：西武池袋線富士見台駅
- 定員：60名

### Nicot田無
- 開設年月日：2012年7月1日
- 委託先業者：株式会社ポピンズ
- 最寄駅：西武新宿線田無駅
- 定員：60名

### Nicot新所沢
- 開設年月日：2013年4月1日
- 委託先業者：社会福祉法人じろう会
- 最寄駅：西武新宿線新所沢駅
- 定員：60名

### Nicot井荻
- 開設年月日：2014年1月1日
- 委託先業者：株式会社ポピンズ
- 最寄駅：西武新宿線井荻駅
- 定員：60名

### Nicot石神井公園

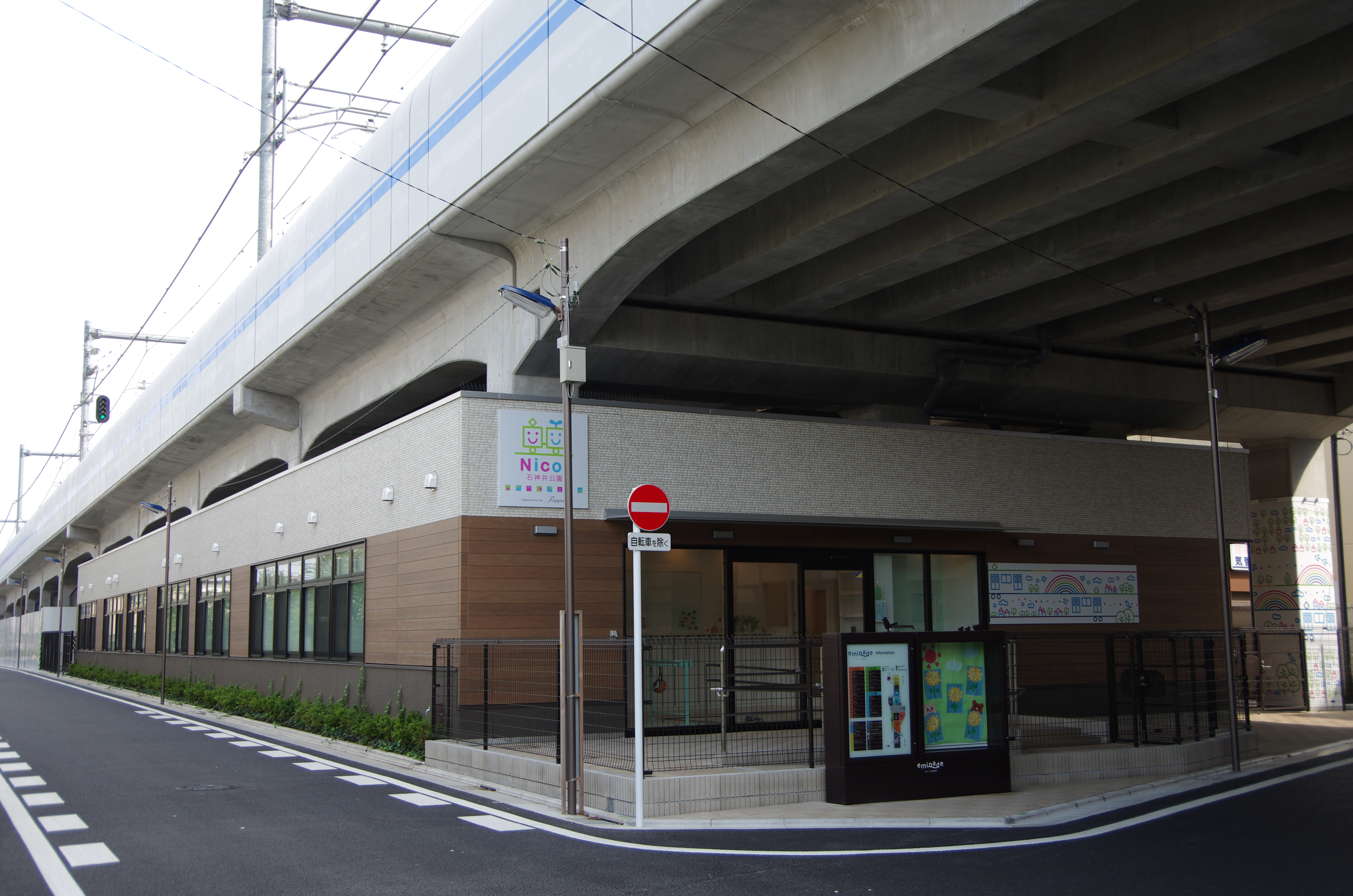
西武池袋線練馬高野台 - Nicot石神井公園の外観

- 開設年月日：2014年4月1日
- 委託先業者：株式会社ポピンズ
- 最寄駅：西武池袋線石神井公園駅
- 定員：70名

### Nicot小手指
- 開設年月日：2014年4月1日
- 委託先業者：社会福祉法人じろう会
- 最寄駅：西武池袋線小手指駅
- 定員：60名